# Névszó
A grammatikában a névszó több szófajt magába foglaló osztály, amely meghatározása  azon alapul, hogy az e szófajokhoz tartozó szavak általában azonos inflexiós toldalékokat (ragokat és jeleket) vehetnek fel, és ezáltal ugyanolyan mondattani szerepük lehet.
A névszó osztályába tartozik:
- a főnév – élőlényt, élettelen tárgyat vagy gondolati dolgot megnevező szó;
- a melléknév – a fenti entitások tulajdonságát kifejező szó;
- a számnév – ilyen entitások mennyiségét kifejező szó;
- a névmás – ilyen entitásokat helyettesítő szó.

## A magyar nyelvben
Példák (mindegyik szó a toldalékok mindegyikét felveheti, abban a változatban, amelyet a magánhangzó-harmónia szabályai követelnek meg):
| Névszó    | Példa                | Toldalék                                                   |
| --------- | -------------------- | ---------------------------------------------------------- |
| főnév     | kutya kép falu       | -(o/e/ö/a)t -ról/-ről -nak/-nek -ban/-ben -ért -(o/e/ö/a)k |
| melléknév | sárga hosszú érdekes | -(o/e/ö/a)t -ról/-ről -nak/-nek -ban/-ben -ért -(o/e/ö/a)k |
| számnév   | négy negyed negyedik | -(o/e/ö/a)t -ról/-ről -nak/-nek -ban/-ben -ért -(o/e/ö/a)k |
| névmás    | ki                   | -(o/e/ö/a)t -ról/-ről -nak/-nek -ban/-ben -ért -(o/e/ö/a)k |

A személyes névmásra csak kis részben érvényes a névszó meghatározásának alaktani része, mivel ennek a névmásnak többnyire a rag van a tövében, pl. neked.